# Deportivo Cihuatlán F.C.
El Deportivo Cihuatlán Fútbol Club es un equipo del fútbol mexicano que a en la Tercera División de México en la ciudad de Cihuatlán, en el estado de Jalisco.

## Historia

### Primer Deportivo Cihuatlán
En 1998 se funda el Deportivo Cihuatlán en Tercera División, tras una buena temporada logra el ascenso a Segunda división mexicana en 1999, en el Torneo Invierno 2001 gana la Segunda División, posteriormente logró su ascenso a la Primera división 'A' mexicana. 
En el Invierno 2002, el equipo se clasificó al repechaje, en donde fue eliminado por Acapulco. Para el Verano 2003, el Cihuatlán finalizó en segundo lugar general, llegando hasta las semifinales del torneo, en donde fueron eliminados por el Tapatío.
Al finalizar el torneo, el equipo fue vendido por su propietario, debido a las limitaciones del Estadio El Llanito y la propia situación geográfica y poblacional de Cihuatlán, por lo que se convirtió en Dorados de Sinaloa.

### Atlético Cihuatlán
Tras la desaparición del primer equipo, en 2004 se creó un nuevo equipo en la localidad bajo el nombre Atlético Cihuatlán. En el Clausura 2007, el equipo fue campeón de la categoría y ganó su ascenso a la Segunda División.
En el Apertura 2007, el Atlético llegó a cuartos de final, siendo eliminado por Pachuca Juniors. Para el Clausura 2008, los de Cihuatlán llegaron a la final, que perdieron ante la Universidad del Fútbol.
En 2008, el Atlético Cihuatlán se fusionó con el representativo de los Loros de la Universidad de Colima, por lo que pasó a convertirse en el representante de la institución, desapareciendo el equipo cihuatlense.

### Segundo Deportivo Cihuatlán
En 2021 el equipo regresó a competir al fútbol mexicano, ahora bajo la denominación Deportivo Cihuatlán Fútbol Club y siendo inscrito en la Tercera División para participar en la temporada 2021-2022 de la categoría.

## Palmarés

### Torneos nacionales
- Tercera División de México (2): 1998-1999, Clausura 2007.
- Segunda División de México (2): Invierno 2001, Clausura 2008

## Jugadores

### Jugadores destacados
- Edgar Dueñas
- Daniel Herrera
- Ulises Mendívil
- Antonio Pérez Delgadillo
- Manuel Pérez Flores
- Javier Robles
- César Gradito
- Ernesto Medina
- Francisco Bolaños
- Eben Padilla
- Erick González Ruiz
- José de Jesús Jiménez Vaca
- Oscar Peña Marcial
- Diego Torres
- Chriristin de la Mora

- Oscar Flores
- Omar Osorno
- Victor Lozano
- Carlos Gonzalez
- Victor Mora
- Nelson Esqueda
- Afredo Cobian

## Estadio
El Estadio El Llanito Con Capacidad para 5,000 y una tribuna con sombra, cancha con medidas oficiales FIFA, posiblemente una ampliación a 12,000.